# FBMA Trophy
FBMA Trophy é uma competição internacional de patinação artística no gelo de níveis sênior, júnior e  noviço, sediada na cidade de Abu Dhabi, Emirados Árabes Unidos. As pontuações técnicas recebidas neste evento contam para a qualificação para os Campeonatos da ISU.

## Edições
| Ano  | Edição | Cidade sede | Sênior | Sênior | Júnior | Júnior | Noviço | Noviço | Ref   |
| Ano  | Edição | Cidade sede | M      | F      | M      | F      | M      | F      | Ref   |
| ---- | ------ | ----------- | ------ | ------ | ------ | ------ | ------ | ------ | ----- |
| 2015 | 1.ª    | Abu Dhabi   | –      | •      | –      | •      | –      | •      | [ 2 ] |
| 2016 | 2.ª    | Abu Dhabi   | •      | •      | •      | •      | –      | •      | [ 3 ] |
| 2017 | 3.ª    | Abu Dhabi   | •      | •      | •      | •      | •      | •      | [ 4 ] |

## Lista de medalhistas

### Sênior

#### Individual masculino
| Evento                    | Ouro                       | Prata                       | Bronze                        |
| Abu Dhabi 2016 (detalhes) | Ondrej Spiegl · Suécia     | Tsao Chih-I · Taipé Chinesa | nenhum outro competidor       |
| Abu Dhabi 2017 (detalhes) | Chafik Besseghier · França | Nurullah Sahaka · Suíça     | Harry Hau Yin Lee · Hong Kong |

#### Individual feminino
| Evento                    | Ouro                          | Prata                                  | Bronze                   |
| Abu Dhabi 2015 (detalhes) | Anastasia Kononenko · Ucrânia | Isabella Schuster-Velissariou · Grécia | Clara Peters · Irlanda   |
| Abu Dhabi 2016 (detalhes) | Youn Ha-rim · Coreia do Sul   | Nicole Schott · Alemanha               | Thita Lamsam · Tailândia |
| Abu Dhabi 2017 (detalhes) | Emmi Peltonen · Finlândia     | Kerstin Frank · Áustria                | Daša Grm · Eslovênia     |

### Júnior

#### Individual masculino júnior
| Evento                    | Ouro                       | Prata                        | Bronze                          |
| Abu Dhabi 2016 (detalhes) | John Olof Hallman · Suécia | Charlton Doherty · Austrália | Darian Kaptich · Austrália      |
| Abu Dhabi 2017 (detalhes) | Yann Frechon · França      | Lotfi Sereir · França        | Matthew Samuels · África do Sul |

#### Individual feminino júnior
| Evento                    | Ouro                       | Prata                       | Bronze                       |
| Abu Dhabi 2015 (detalhes) | Ciara Hoey · Irlanda       | nenhuma outra competidora   | nenhuma outra competidora    |
| Abu Dhabi 2016 (detalhes) | Anita Östlund · Suécia     | Katie Pasfield · Austrália  | Paula Mikolajczyk · Alemanha |
| Abu Dhabi 2017 (detalhes) | Nadjma Mahamoud · Alemanha | Hiu Ching Kwong · Hong Kong | Camille Chervet · Suíça      |

### Noviço avançado

#### Individual masculino noviço avançado
| Evento                    | Ouro                     | Prata                       | Bronze                                  |
| Abu Dhabi 2017 (detalhes) | Flavien Giniaux · França | Dias Anuarbek · Cazaquistão | Kazakhstan Adil Stanbayev · Cazaquistão |

#### Individual feminino noviço avançado
| Evento                    | Ouro                       | Prata                     | Bronze                           |
| Abu Dhabi 2015 (detalhes) | Corina Ormston · Austrália | Rose Robinson · Austrália | Joyce Seline Chan · Hong Kong    |
| Abu Dhabi 2016 (detalhes) | Kim Ye-lim · Coreia do Sul | To Ji-hun · Coreia do Sul | Corina Ormston · Austrália       |
| Abu Dhabi 2017 (detalhes) | Naomie Mugnier · França    | Niina Petrokina · Estônia | Tsin Nam Nicole Chan · Hong Kong |